# رشيد أباد (كوه بنج)
رشيد أباد (بالفارسية: رشیدآباد) هي قرية تقع في إيران في البلدة المركزية.